# Ségreville

Ségreville este o comună în departamentul Haute-Garonne din sudul Franței. În 2009 avea o populație de 206 de locuitori.

## Evoluția populației
| An        | 1975 | 1982 | 1990 | 1999 | 2006 | 2009 |
| --------- | ---- | ---- | ---- | ---- | ---- | ---- |
| Populație | 89   | 87   | 101  | 143  | 172  | 206  |